# Supernova impostora

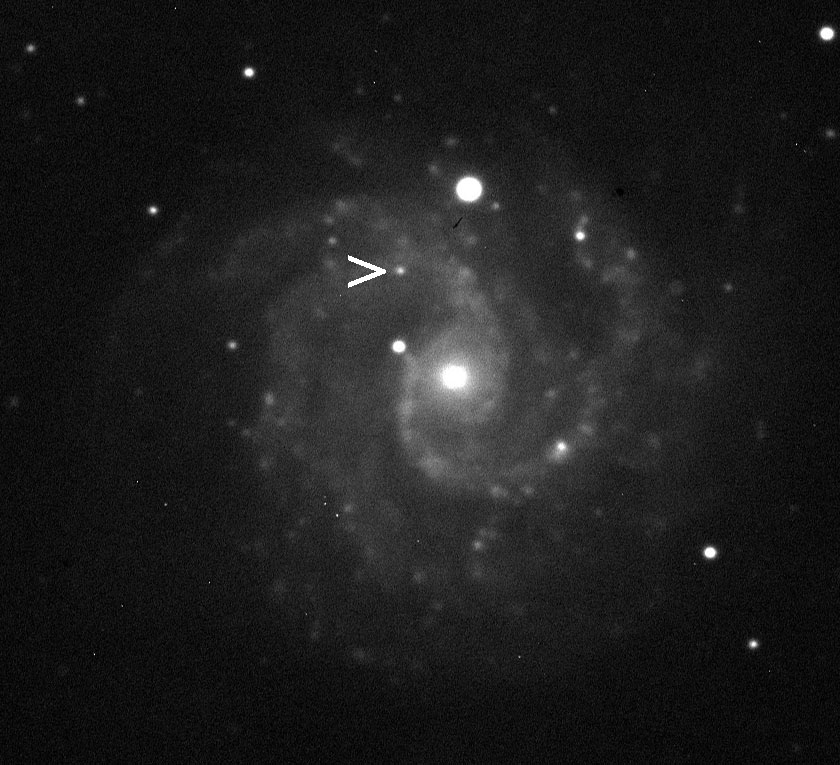
NGC 3184 mostrant la supernova impostora SN 2010dn.

Les supernoves impostores són les explosions estel·lars que semblen ser al principi un tipus de supernova, però en les que l'explosió no destrueix les seves estrelles progenitores. Com a tals, han de ser considerats una classe de noves molt fortes. També es coneixen com a supernoves de tipus V, anàlegs d'Eta Carinae, i les erupcions gegants de variables lluminoses blaves VLB.

## Aspecte, origen i pèrdua de massa
Les supernoves impostores apareixen com a supernoves molt febles de tipus espectral IIn, que tenen d'hidrogen en el seu espectre i línies espectrals estretes la qual cosa indica que les velocitats del gas són relativament baixes. Aquestes impostores superen els seus estats anteriors a l'explosió en moltes magnituds, amb un màxim típic de magnitud absoluta visual de -11 a -14. El mecanisme d'activació d'aquestes explosions roman explicació, encara que es creu que és causada per violació del límit clàssic de la lluminositat d'Eddington, iniciant una pèrdua de massa greu. Si la proporció d'energia radiada a l'energia cinètica es troba a prop de la unitat, com en Eta Carinae, llavors podem esperar una massa expulsada d'aproximadament 0,16 masses solars.

## Exemples
Alguns possibles exemples de supernoves impostores són l'erupció de 1843 d'Eta Carinae, P Cygni SN 1961V, SN 1954J, SN 1997bs i SN 2008S a NGC 6946, on es postula la detecció de progenitores supervivents.
Una supernova impostora va ser observada el 20 d'octubre de 2004 a la galàxia UGC 4904 per l'astrònom afeccionat Koichi Itagaki. Aquesta estrella VLB va explotar només dos anys després l'onze d'octubre de 2006 com la supernova SN 2006jc.